# Pierre-Maurice Glayre

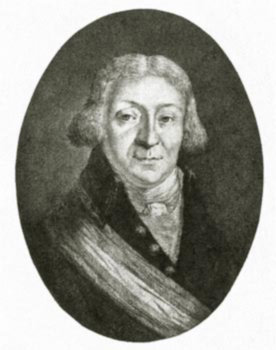
Pierre-Maurice Glayre in der Amtstracht eines Mitglieds des Direktoriums der Helvetischen Republik.

Pierre-Maurice Glayre (* 25. Juli 1743 in Romainmôtier; † 26. März 1819 in Lausanne) war ein Schweizer Politiker und Diplomat. Glayre galt in der Helvetischen Republik als Verfechter des schweizerischen Einheitsstaates (Unitarier).

## Leben
Glayre studierte Rechtswissenschaften in Lausanne an der Akademie. 1764 nahm er die Stelle als Privatsekretär und Berater des polnischen Königs Stanislaus II. August Poniatowski an. In dessen Auftrag führten ihn diplomatische Missionen an die europäischen Höfe in St. Petersburg, Wien, Berlin und Paris. 1771 erhielt Glayre die polnische Staatsangehörigkeit.
1787 kehrte er in die Waadt zurück, übernahm 1788 aber noch eine diplomatische Mission in Paris im Auftrag des polnischen Königs. Glayre sympathisierte mit den waadtländischen Patrioten, die sich gegen die Fremdherrschaft Berns richteten. 1797 schlug er dem Rat von Lausanne vor, die Stände der Waadt einzuberufen, was in den Augen Berns ein revolutionärer Akt war. 1798 wurde Glayre zum Präsidenten der provisorischen Versammlung der Waadt ernannt. Er übernahm nach der französischen Intervention in der Alten Eidgenossenschaft eine ganze Reihe von politischen Ämtern in den neu geschaffenen Gremien der Helvetischen Republik. So war er Präfekt des Kantons Léman und Mitglied des helvetischen Direktoriums. Glayre galt als Verfechter des Einheitsstaates (Unitarier). Vom 10. Januar 1799 bis zu seinem gesundheitsbedingten Rücktritts im Mai des gleichen Jahres war er Präsident des Direktoriums.
Im Juli 1799 wurde Glayre nach Paris entsandt, um dort vergeblich französische Garantien für die Neutralität der Helvetischen Republik im Zweiten Koalitionskrieg zu erwirken. Nach dem ersten Staatsstreich bekleidete Glayre wiederholt Ämter in den Exekutivorganen der Helvetischen Republik: Im Januar 1800 wurde er Mitglied im Vollziehungsausschuss und nach dem zweiten Staatsstreich im 1. Vollziehungsrat. Nach dem Stecklikrieg im Herbst 1802 zog er sich aus der nationalen Politik zurück und betätigte sich nur noch auf der Ebene des durch die Mediationsakte neu geschaffenen Kantons Waadt. Er war Mitglied der Kommission, die sich mit der Organisation und Gründung des Kantons beschäftigte, 1803–1813 Mitglied des waadtländischen Grossen Rates. 1819 verstarb Glayre in Lausanne.
Glayre war Freimaurer, denen er wahrscheinlich während seiner Zeit in Polen beitrat. 1810 war er Grossmeister der Loge Grand Orient national helvétique romand.
Seine einzige Tochter Susanne Glayre (1788–1876) heiratete 1809 Charles-Antoine de Lerber (1784–1837). Pierre-Maurice Glayre war Bürger von Lausanne, Romainmôtier und Arnex-sur-Orbe, wo er 1788 das Schloss Arnex kaufte. 
Eine knappe Autobiographie in der Form dreier Briefe an Heinrich Zschokke, in denen Glayre über sein Leben bis 1804 berichtet, befindet sich im Staatsarchiv Aargau in Aarau.